# Costante Girardengo
Costante Girardengo, all'anagrafe Costantino (Novi Ligure, 18 marzo 1893 – Cassano Spinola, 9 febbraio 1978), è stato un ciclista su strada e pistard italiano. 
Professionista dal 1912 al 1936, fu il primo "Campionissimo" nella storia del ciclismo italiano, vincendo due volte il Giro d'Italia (nel 1919 e 1923), sei volte la Milano-Sanremo (nel 1918, 1921, 1923, 1925, 1926 e 1928), tre volte il Giro di Lombardia, tre volte il Giro del Piemonte, cinque volte la Milano-Torino e altrettante il Giro dell'Emilia, detenendo inoltre anche il record di vittorie nei campionati italiani su strada con nove successi totali, ottenuti consecutivamente.

## Carriera

### Gli inizi e i primi anni da professionista
Nativo di Novi Ligure, quarto dei sette figli di Carlo e Gaetana Girardengo, iniziò a gareggiare nel ciclismo all'età di quattordici anni. Dopo aver lavorato per un certo periodo anche a Lecco e Sestri Levante, dal 1910 cominciò a prestare servizio presso le officine ALFA a Tortona, e a percorrere quotidianamente 40–50 km in bicicletta tra andata e ritorno a casa. Tra il 1910 e il 1911 si affermò intanto in numerose gare per indipendenti: soprattutto nel 1911, anche grazie agli allenamenti con l'affermato Giovanni Cuniolo, ottenne, su 29 gare disputate, ben 22 vittorie, tra cui quella nella Coppa d'Inverno a Cantù.
Divenne professionista nel maggio 1912, a soli diciannove anni, ingaggiato dalla formazione alessandrina Maino; nell'occasione fu costretto al "salto" tra i professionisti dall'Unione Velocipedistica Italiana, cui era stata segnalata una pubblicità con il suo nome su un giornale locale, in violazione ai regolamenti sul dilettantismo. In quel primo anno da pro ottenne però solo una vittoria, in Toscana, oltre ad alcuni piazzamenti, tra cui il terzo posto al Giro dell'Emilia e il nono posto al Giro di Lombardia, e a diversi incidenti e ritiri. Già l'anno successivo, pur gareggiando perlopiù come gregario di Carlo Oriani e Ugo Agostoni, conquistò il primo dei suoi nove titoli italiani per professionisti su strada, imponendosi nella prova in linea con partenza ad Alessandria e arrivo a Spinetta Marengo. In quella stagione vinse anche una tappa del Giro d'Italia, in cui concluse al sesto posto della classifica finale, e due importanti gare di lunga distanza, la Gran Fondo a Milano e la Roma-Napoli-Roma, affermandosi da subito tra i migliori ciclisti italiani; fu invece urtato da Henri Pélissier e cadde nella volata finale del Giro di Lombardia, dovendo ritirarsi.
Nel 1914, oltre a un secondo titolo italiano per professionisti, si aggiudicò la sua prima classica, la Milano-Torino, dedicata in quell'occasione a Paolo Magretti, ideatore della corsa appena scomparso, oltre alla tappa più lunga mai disputata al Giro d'Italia, la Lucca-Roma di 430 km. In stagione partecipò anche al suo primo Tour de France, correndo per la prima volta all'estero, ma senza andare oltre un quarto posto di giornata e ritirandosi dopo poche tappe; concluse inoltre secondo al Giro di Romagna e sesto al Giro di Lombardia. Nel 1915 passò a vestire la maglia della milanese Bianchi: durante l'anno vinse la Milano-Sanremo, venendo però squalificato per aver erroneamente tagliato il percorso a Porto Maurizio, e per la seconda volta la Milano-Torino.
A fine 1915, con l'ingresso dell'Italia nella prima guerra mondiale, venne richiamato alle armi nel 5º Reggimento bersaglieri e inviato prima a Cairo Montenotte e poi a Savona, dovendo interrompere l'attività agonistica. Nel 1916 fu impiegato come operaio in una fabbrica di Sestri Levante, e prese parte a sole due gare. Tornò ad allenarsi con regolarità e a gareggiare nel 1917, stagione in cui si piazzò secondo alla Milano-Sanremo e terzo al Giro dell'Emilia, e in cui stabilì, al velodromo Sempione di Milano, il record italiano dell'ora con 41,032 km. L'anno successivo vinse finalmente la Milano-Sanremo con 13 minuti netti di vantaggio sullo storico rivale Gaetano Belloni: a fine carriera le sue vittorie nella "Classicissima" saranno sei, un record battuto solamente cinquant'anni dopo da Eddy Merckx. Dopo aver vinto anche il Giro dell'Emilia (primo di cinque successi), nell'autunno 1918 fu costretto per due mesi a letto a causa di una polmonite da spagnola.

### 1919-1925: le grandi vittorie

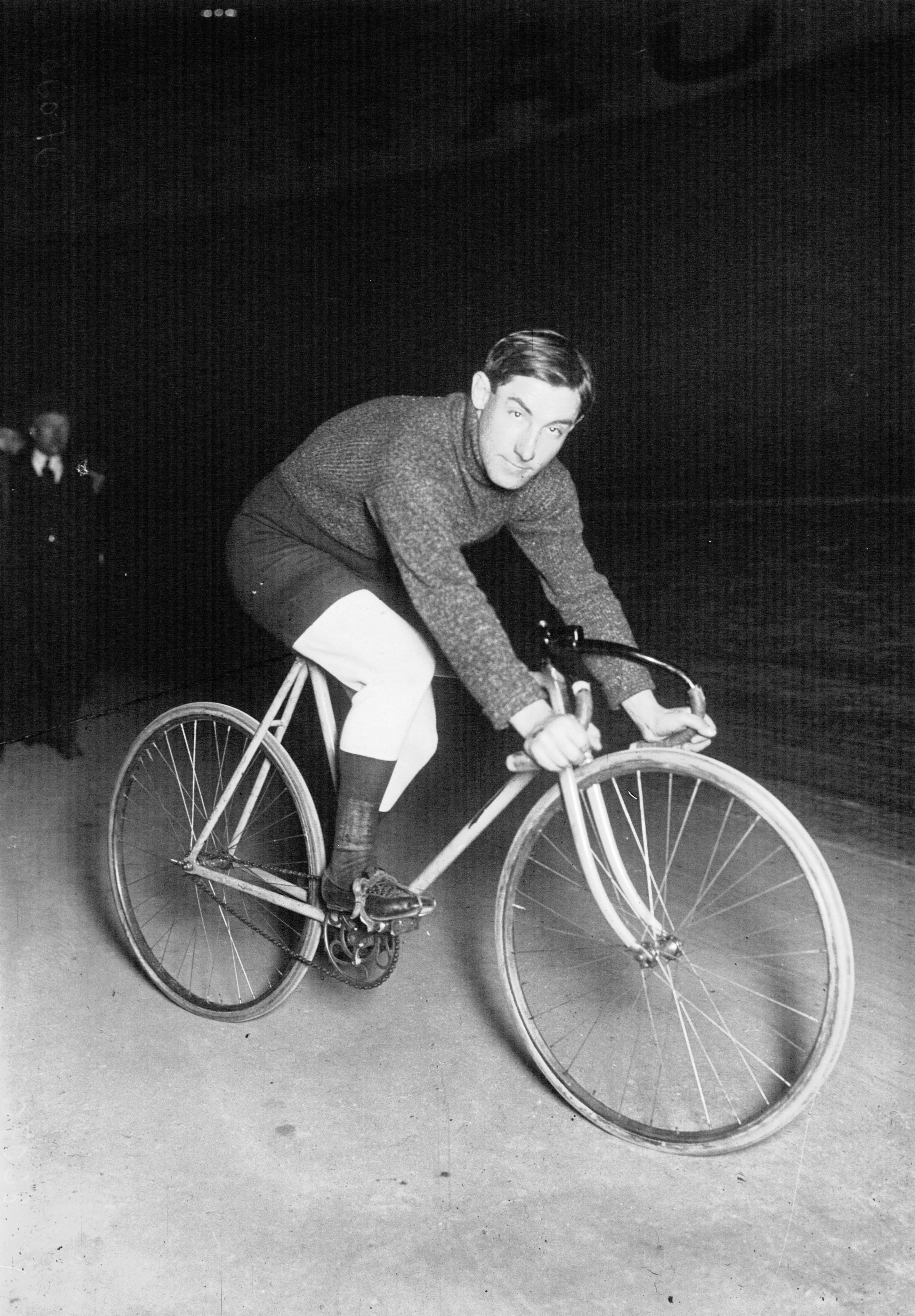
Girardengo in posa, 1921

Ritornato in forze, per il 1919 Girardengo fu messo sotto contratto dalla milanese Stucchi. In stagione riuscì a imporsi per la prima volta al Giro d'Italia: in quella corsa vinse sette tappe su dieci, fu leader della classifica generale dal primo all'ultimo giorno e nella graduatoria finale precedette di oltre 50 minuti Belloni. Durante l'anno conquistò tra le altre anche la Roma-Trento-Trieste, la Milano-Torino, il Giro dell'Emilia, il Giro di Lombardia (il primo con passaggio sul Ghisallo) e il suo terzo campionato italiano, per la prima volta svoltosi come competizione multiprova e assegnato con una classifica a punti; concluse inoltre secondo, alle spalle di Angelo Gremo dopo aver forato sul Capo Berta, alla Milano-Sanremo. Proprio in seguito a queste sue continue vittorie (17 su 22 gare disputate in stagione, oltre al titolo nazionale a punti), il direttore della Gazzetta dello Sport Emilio Colombo coniò in suo onore l'appellativo di "Campionissimo", epiteto che verrà poi attribuito tre decenni dopo anche a Fausto Coppi.
Tra il 1920 e il 1922 Girardengo non riuscì a ripetersi al Giro d'Italia: in tutte e tre le edizioni fu infatti costretto al ritiro, nel 1920 e nel 1921 per cadute (rispettivamente sul Monte Ceneri e sulla salita di Rocca Pia all'altopiano delle Cinquemiglia, in Abruzzo), mentre nel 1922 su decisione della sua nuova squadra, la Bianchi, che optò per un ritiro in blocco in segno di protesta contro la giuria della corsa. Al Giro vinse tuttavia le prime quattro tappe nell'edizione 1921 e una frazione, la seconda, l'anno dopo. Continuò comunque a vincere il titolo italiano (sarà campione ininterrottamente fino al 1925) e si aggiudicò numerose prove in linea, tra cui la Milano-Torino nel 1920, la Milano-Sanremo nel 1921 in volata su Brunero, il Giro dell'Emilia nel 1921 e 1922 e il Giro di Lombardia nel 1921 e nel 1922. Fu anche terzo alla Milano-Sanremo 1920, preceduto da Belloni e Pélissier, mentre nella "Classicissima" 1922 ebbe un incidente con un addetto gara mentre si apprestava alla volata finale contro Brunero, dovendo accontentarsi del secondo posto.

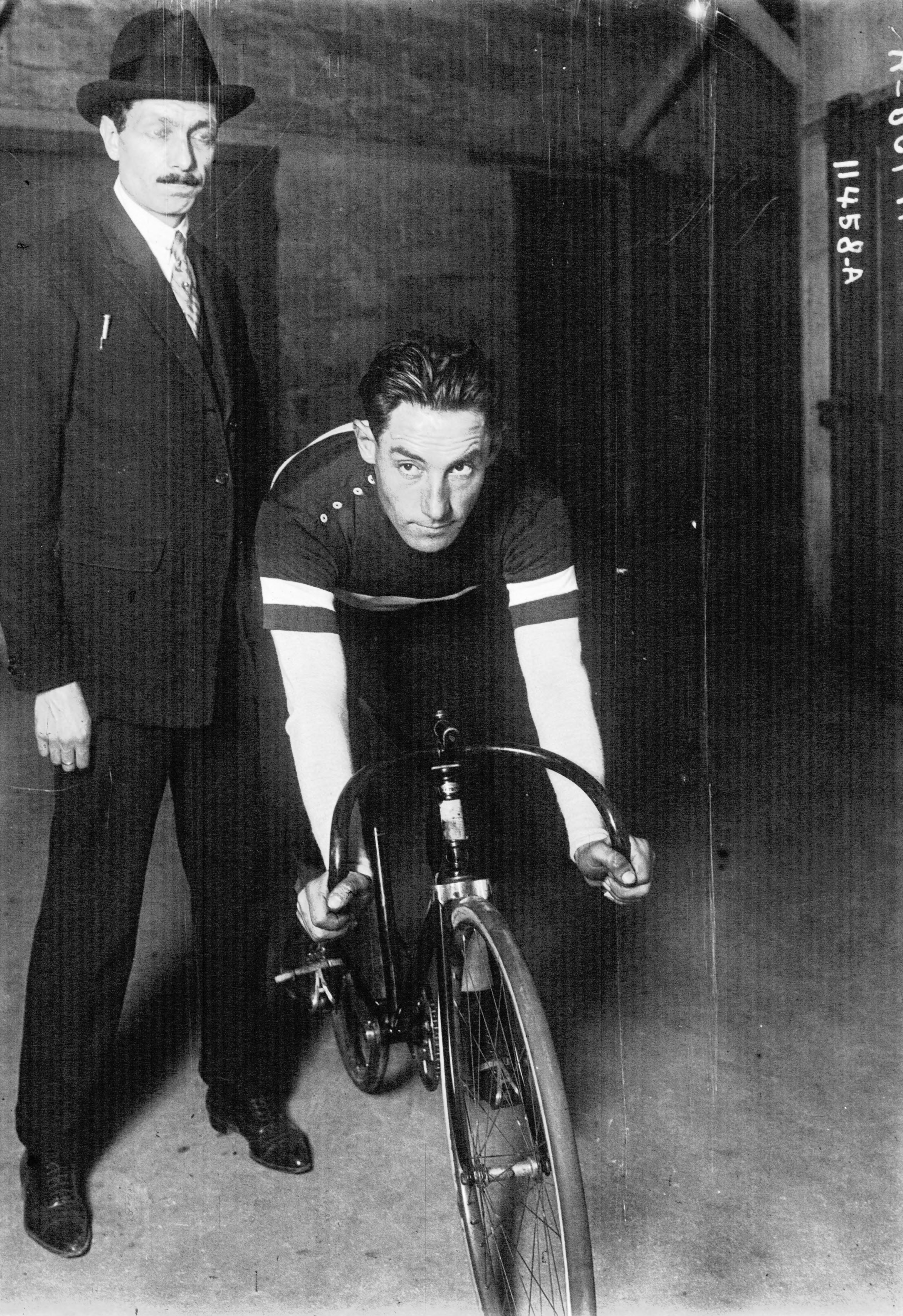
Girardengo al Vélodrome d'Hiver di Parigi nel 1923

Nel 1923, tornato alla Maino, fece sue la Milano-Sanremo per la terza volta (in volata), e la Milano-Torino per la quinta volta, record ancora ineguagliato. Ravvivò quindi i fasti del 1919 vincendo ben otto tappe su dieci al Giro d'Italia e la classifica finale della corsa, con soli 37" di margine su Giovanni Brunero. Nel dicembre di quell'anno fu anche protagonista di una sfida a Pélissier, al Vélodrome d'Hiver di Parigi, che lo vide trionfatore in tutte le specialità (velocità, inseguimento, tandem). Nel 1924 si impose tra le altre al Giro del Piemonte, al Giro di Toscana e nel prestigioso Grand Prix Wolber in Francia, in volata su Pélissier e Félix Sellier; alla Milano-Sanremo concluse invece terzo in volata, mentre al Giro di Lombardia chiuse secondo, anticipato nettamente da Brunero. Non partecipò invece al Giro d'Italia, disertato quell'anno dalle case costruttrici e dai principali campioni per disaccordi con gli organizzatori.
Il 1925 vide la stella di Girardengo risplendere ancora: ingaggiato dalla Wolsit (sottomarca della Legnano), vinse per la nona volta il titolo italiano, primeggiò per la quarta volta alla Milano-Sanremo (in volata su Brunero) e giunse al secondo posto, dietro all'astro nascente Alfredo Binda, di nove anni più giovane, al Giro d'Italia; in quel Giro ottenne comunque sei vittorie di tappa su dodici, dimostrando di essere in grado di compiere grandi imprese anche all'età di trentadue anni. In stagione fu anche settimo alla Parigi-Roubaix, danneggiato in volata dai fratelli Pélissier, vincitore per la quinta e ultima volta al Giro dell'Emilia, e infine secondo al Giro di Lombardia, anticipato da Binda dopo un lungo duello (sarà poi squalificato per non aver firmato il foglio di controllo a Grantola).

### 1926-1936: l'infortunio, il declino e gli ultimi anni

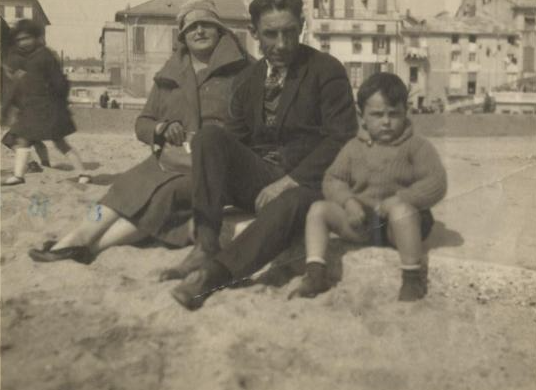
Girardengo con la moglie Agostina e il figlio Luciano, in vacanza a Varazze

Nel 1926 colse la quinta vittoria alla Milano-Sanremo, con un vantaggio di quasi sette minuti sul secondo Nello Ciaccheri dopo aver attaccato sui Piani d'Invrea, mentre al Giro d'Italia, dopo aver fatto sue due frazioni (portando a trenta il bottino di successi parziali nella corsa), fu costretto al ritiro per problemi a un ginocchio mentre era in testa alla classifica. In stagione vinse anche il Giro di Romagna e il Giro del Veneto; a causa di una caduta su pista in Toscana il 10 settembre, che gli causò un grave infortunio al polso, dovette però saltare le ultime corse dell'anno, cedendo così per la prima volta il titolo italiano della strada ad Alfredo Binda. L'infortunio lo tenne lontano dalle corse fino al luglio 1927, quando rientrò in gara per disputare la prima storica edizione dei campionati del mondo per professionisti al Nürburgring in Germania: in quell'occasione, pur dovendosi arrendere ancora una volta a Binda, che lo staccò al penultimo giro della prova, ottenne comunque il secondo posto. In stagione ottenne una sola vittoria, alla Sei giorni di Milano su pista, in coppia proprio con Binda.
Nel 1928, tornato a vestire i colori della Maino, la squadra che lo aveva lanciato quindici anni prima, riuscì nell'impresa di vincere per la sesta volta, all'età di 35 anni, la Milano-Sanremo, battendo in volata il campione del mondo Binda dopo una lunga serie di attacchi e contrattacchi. In maglia azzurra prese poi parte alla seconda edizione dei campionati del mondo, a Budapest: qui Binda e "Gira" compromisero la propria gara controllandosi a vicenda, e infine ritirandosi insieme quando le sorti della corsa erano già segnate. Per la condotta tenuta, giudicata da «pessimi combattenti e cattivi italiani», la Federazione italiana squalificò entrambi per sei mesi, pena poi ridotta a 30 giorni da presidente del CONI Augusto Turati.
Negli ultimi anni di carriera ottenne pochi risultati, ricoprendo il ruolo di direttore sportivo alla Maino e gareggiando perlopiù su pista; fu inoltre compagno di squadra e consigliere del più giovane Learco Guerra, passato al professionismo nel 1928 proprio in Maino. Nel 1930 concluse quinto in volata alla Milano-Sanremo, e due anni dopo si schierò al via del Giro d'Italia arrivando secondo nella prima tappa a Vicenza, alle spalle proprio di Guerra. Nel 1933 corse a quarant'anni la sua ultima Milano-Sanremo, chiusa in undicesima piazza. Nel 1935 partecipò ancora al Giro d'Italia e ottenne l'ultima vittoria della carriera, in una frazione del Giro delle Quattro Province al Motovelodromo Appio di Roma.
Si ritirò dall'attività professionistica nel maggio 1936, dopo un'ultima presenza al Giro d'Italia (vinto poi da Gino Bartali, di ventuno anni più giovane). Nella sua lunga carriera, durata 24 anni, vinse 131 corse su strada (su 289 disputate) e 965 su pista.

## Dopo il ritiro

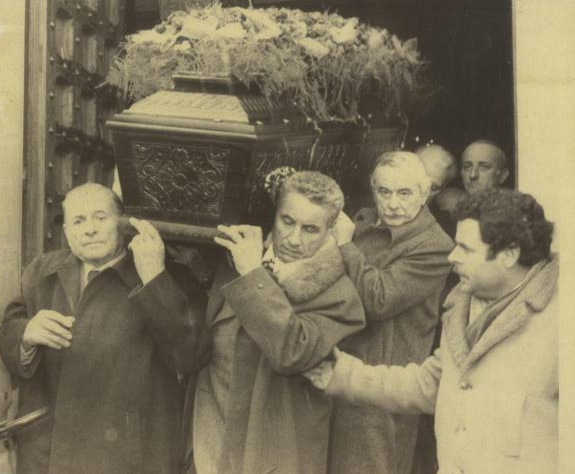
Funerale di Costante Girardengo ad Alessandria. Alfredo Binda e Domenico Piemontesi portano a spalla la bara fuori dalla chiesa

Abbandonata la carriera ciclistica, dal 1937 Girardengo divenne il primo commissario tecnico della Nazionale di ciclismo: in questa veste guidò Gino Bartali al successo nel Tour de France 1938. Dopo la Seconda guerra mondiale diede il proprio nome a una fabbrica di biciclette ad Alessandria, la Girardengo, che per alcuni anni produsse anche motocicli leggeri; il marchio patrocinò anche una squadra ciclistica professionistica, che ebbe tra le sue file tra gli altri Rik Van Steenbergen e in cui Girardengo stesso svolse il ruolo di direttore sportivo.
Morì il 9 febbraio 1978, poco più di un mese prima di compiere 85 anni. Le sue spoglie riposano nella tomba di famiglia nel cimitero di Cassano Spinola, accanto alla moglie Agostina Priano (sposata nel 1914), i figli Ettore e Costante Luciano e le rispettive mogli.

## Nei media
(dalla canzone Il bandito e il campione)
Oltre che per i grandi successi in bicicletta, Girardengo fece parlare di sé anche per l'amicizia con un noto bandito italiano del tempo, Sante Pollastri, anche lui originario di Novi Ligure, che era un grande tifoso del campione. Ricercato dalla polizia, Pollastri era sempre riuscito a sfuggire alla cattura ed era infine espatriato rifugiandosi a Parigi, dove aveva incontrato Girardengo in occasione di una Sei giorni. Il colloquio tra Pollastri e Girardengo fu anche oggetto di una testimonianza che il Campionissimo rilasciò nel processo contro il bandito dopo la cattura e l'estradizione. L'episodio ispirò anche una canzone, Il bandito e il campione, scritta da Luigi Grechi e portata al successo dal fratello Francesco De Gregori, la miniserie televisiva Rai La leggenda del bandito e del campione (nella quale Girardengo fu interpretato da Simone Gandolfo) e il libro di Marco Ventura Il Campione e il bandito, ed. Il Saggiatore 2006.
Nel 1919 comparve nel film cinematografico Sansone e la ladra di atleti, diretto da Amedeo Mustacchi, primo film a soggetto sportivo nella storia del cinema italiano.

## Palmarès

### Strada
- 1912 (Maino, una vittoria)

Coppa Bagni di Casciana Terme
- 1913 (Maino, sei vittorie)

6ª tappa Giro d'Italia (Bari > Campobasso)
Gran Fondo-La Seicento
2ª tappa Roma-Napoli-Roma (Rieti > Roma)
Classifica generale Roma-Napoli-Roma
Campionati italiani, Prova in linea
Coppa Borzino
- 1914 (Maino-Dunlop e Automoto-Continental, tre vittorie)

Milano-Torino
3ª tappa Giro d'Italia (Lucca > Roma)
Campionati italiani, Prova in linea
- 1915 (Bianchi, una vittoria)

Milano-Torino
- 1918 (Bianchi, tre vittorie)

Milano-Sanremo
Serravalle-Arquata
Giro dell'Emilia
- 1919 (Stucchi-Dunlop, diciotto vittorie)

Milano-Torino
1ª tappa Roma-Trento-Trieste (Roma > Rimini)
2ª tappa Roma-Trento-Trieste (Rimini > Trento)
3ª tappa Roma-Trento-Trieste (Trento > Trieste)
Classifica generale Roma-Trento-Trieste
Giro del Piemonte
1ª tappa Giro d'Italia (Milano > Trento)
2ª tappa Giro d'Italia (Trento > Trieste)
6ª tappa Giro d'Italia (Napoli > Roma)
7ª tappa Giro d'Italia (Roma > Firenze)
8ª tappa Giro d'Italia (Firenze > Genova)
9ª tappa Giro d'Italia (Genova > Torino)
10ª tappa Giro d'Italia (Torino > Milano)
Classifica generale Giro d'Italia
Giro dell'Emilia
Milano-Modena
Giro di Lombardia
Campionati italiani, Prova a punti
- 1920 (Stucchi-Dunlop e Maino, cinque vittorie)

Milano-Torino
Giro del Piemonte
Torino-Genova
Milano-Modena
Campionati italiani, Prova a punti
- 1921 (Stucchi-Pirelli, undici vittorie)

Genova-Nizza
Milano-Sanremo
1ª tappa Giro d'Italia (Milano > Merano)
2ª tappa Giro d'Italia (Merano > Bologna)
3ª tappa Giro d'Italia (Bologna > Perugia)
4ª tappa Giro d'Italia (Perugia > Chieti)
Giro dell'Emilia
Milano-San Pellegrino
Corsa del XX settembre
Giro di Lombardia
Campionati italiani, Prova a punti
- 1922 (Bianchi-Salga, sette vittorie)

Giro di Romagna
2ª tappa Giro d'Italia (Milano > Padova)
Giro dei Due Golfi
Tour du Lac Léman
Giro dell'Emilia
Corsa del XX settembre
Giro di Lombardia
Campionati italiani, Prova a punti
- 1923 (Gurtner-Hutchinson e Maino, quindici vittorie)

Milano-Sanremo
Milano-Torino
1ª tappa Giro d'Italia (Milano > Torino)
3ª tappa Giro d'Italia (Genova > Firenze)
4ª tappa Giro d'Italia (Firenze > Roma)
5ª tappa Giro d'Italia (Roma > Napoli)
6ª tappa Giro d'Italia (Napoli > Chieti)
7ª tappa Giro d'Italia (Chieti > Bologna)
8ª tappa Giro d'Italia (Bologna > Trieste)
10ª tappa Giro d'Italia (Mantova > Milano)
Classifica generale Giro d'Italia
Giro del Veneto
Giro di Toscana
Corsa del XX settembre
Campionati italiani, Prova a punti
- 1924 (Maino, sei vittorie)

Coppa Città di Milazzo
Giro del Piemonte
Giro di Toscana
Giro del Veneto
Campionati italiani, Prova a punti
Grand Prix Wolber
- 1925 (Wolsit-Pirelli, tredici vittorie)

Coppa Città di Milazzo
Milano-Sanremo
Criterium Nazionale (cronometro)
2ª tappa Giro d'Italia (Torino > Arenzano)
4ª tappa Giro d'Italia (Pisa > Roma)
7ª tappa Giro d'Italia (Bari > Benevento)
9ª tappa Giro d'Italia (Sulmona > Arezzo)
10ª tappa Giro d'Italia (Arezzo > Forlì)
11ª tappa Giro d'Italia (Forlì > Verona)
Giro del Veneto
Giro dell'Emilia
Corsa del XX settembre
Campionati italiani, Prova a punti
- 1926 (Wolsit-Pirelli, cinque vittorie)

Milano-Sanremo
4ª tappa Giro d'Italia (Firenze > Roma)
5ª tappa Giro d'Italia (Roma > Napoli)
Giro di Romagna
Giro del Veneto
- 1928 (Maino-Dunlop e Opel-Torpedo, due vittorie)

Milano-Sanremo
Milano-Modena
- 1935 (Maino-Girardengo, una vittoria)

3ª tappa Giro delle Quattro Province del Lazio (Ascoli Piceno > Roma)

#### Altri successi
- 1918 (Bianchi)

Torino-Arquata (cronosquadre)
- 1919 (Stucchi-Dunlop)

Giro della Provincia di Milano (cronocoppie con Angelo Gremo)
- 1921 (Stucchi-Pirelli)

Giro della Provincia di Milano (cronocoppie con Giuseppe Azzini)
- 1922 (Bianchi-Salga)

Giro della Provincia di Milano (cronocoppie con Angelo Gremo)
Criterium di Ginevra
- 1923 (Gurtner-Hutchinson e Maino)

Giro della Provincia di Torino (cronocoppie con Giovanni Brunero)
- 1924 (Maino)

Circuito di Chieti
Giro della Provincia di Milano (cronocoppie con Ottavio Bottecchia)
- 1925 (Wolsit-Pirelli)

Giro della Provincia di Milano (cronocoppie con Ottavio Bottecchia)
- 1926 (Wolsit-Pirelli)

Criterium degli Assi - Milano

### Pista
- 1927

Sei giorni di Milano (con Alfredo Binda)
- 1928

Sei giorni di Milano (con Pietro Linari)
Sei giorni di Breslavia (con Willy Rieger)
Sei giorni di Lipsia (con Antonio Giuseppe Negrini)

## Piazzamenti

### Grandi Giri
- Giro d'Italia

1913: 6º
1914: ritirato (5ª tappa)
1919: vincitore
1920: ritirato (2ª tappa)
1921: ritirato (5ª tappa)
1922: ritirato (4ª tappa)
1923: vincitore
1925: 2º
1926: ritirato (7ª tappa)
1932: ritirato (5ª tappa)
1933: ritirato (2ª tappa)
1935: ritirato (4ª tappa)
1936: ritirato (4ª tappa)
- Tour de France

1914: ritirato (5ª tappa)
1919: non partito

### Classiche monumento
- Milano-Sanremo

1914: 17º
1915: squalificato
1917: 2º
1918: vincitore
1919: 2º
1920: 3º
1921: vincitore
1922: 2º
1923: vincitore
1924: 3º
1925: vincitore
1926: vincitore
1928: vincitore
1930: 5º
1933: 11º
- Parigi-Roubaix

1925: 7º
- Giro di Lombardia

1912: 9º
1913: ritirato
1914: 6º
1917: 10º
1919: vincitore
1921: vincitore
1922: vincitore
1924: 2º
1925: squalificato

### Competizioni mondiali
- Campionati del mondo

Nürburgring 1927 - In linea Professionisti: 2º
Budapest 1928 - In linea Professionisti: ritirato

## Riconoscimenti
- Nel maggio 2015, una targa dedicata a Girardengo è stata inserita nella Walk of Fame dello sport italiano al parco olimpico del Foro Italico a Roma, riservata agli sportivi italiani che si sono distinti in campo internazionale.[11][12]